# Pandinops colei
Espèce
Synonymes
- Scorpio colei Pocock, 1896

Pandinops colei est une espèce de scorpions de la famille des Scorpionidae.

## Distribution
Cette espèce est endémique du Somaliland en Somalie. Elle se rencontre dans les monts Golis.

## Description
La femelle holotype mesure 71 mm.
Pandinops colei mesure de 71 à 82 mm.

## Systématique et taxinomie
Cette espèce a été décrite sous le protonyme Scorpio colei par Pocock en 1896. Elle est placée dans le genre Pandinus par Kraepelin en 1899 puis dans le genre Pandinops par Rossi en 2015.

## Étymologie
Cette espèce est nommée en l'honneur d'Edith Cole.

## Publication originale
- Pocock, 1896 : « Report upon the scorpions, spiders, centipedes and millipedes obtained by Mr and Mrs E. Lort. Phillips in the Goolis Mountains inland of Berbera, N. Somaliland. » The Annals and magazine of natural history, sér. 6, vol. 18, p. 178-189 (texte intégral).